# Голышено (Псковская область)
Голышено — деревня в Великолукском районе Псковской области России. Входит в состав сельского поселения «Успенская волость».
Расположена в 47 км к юго-востоку от райцентра Великие Луки и в 6 км к юго-востоку от волостного центра Успенское.

## Население
Численность населения деревни по состоянию на 2000 год составила 7 жителей, на 2010 год — 2 жителей.